# Алеутский криворот
Алеутский криворот (лат. Cryptacanthodes aleutensis) — вид морских лучепёрых рыб из семейства криворотых отряда скорпенообразных. Этимология: Cryptacanthodes от греческого kryptos (скрытый) и греч. akanthoides (похожий на шипы); aleutensis в честь Алеутских островов. Тело вытянутое, длиной до 30 cм. В спинном плавнике 60—69 жёстких лучей. В анальном плавнике 3 жёстких и 45—49 мягких лучей. Встречается в восточной части Тихого океана: от юго-востока Берингова моря до Эврики, северная Калифорния, США. Обитает на глубинах от 46 до 350 метров. Придонная рыба умеренных вод. Встречаются на мягком дне. Вероятно, проводит часть жизни зарывшись в грунт. Безвреден для человека, его охранный статус не определён, объектом промысла не является.